# Постний Олексій Володимирович
Постний Олексій Володимирович (1910, Енгельгардт — Василівка, Софіївський район, Дніпропетровська область — † 12 квітня 1945, Австрія) — командир артилерійського дивізіону, герой Радянського Союзу.

## Біографія
Ріс без батька, десятилітнім підлітком вимушений був перервати навчання та поїхати до Катеринославу на заробітки. У 1932 році Олексій призвали до армії, але через 6 місяців, як спеціаліст він був достроково демобілізований і до 1936 року працював га станції Девладове в політвідділі. У 1939 році Постного вдруге призвали до армії. Він брав участь у приєднанні до СРСР західноукраїнських земель та Західної Білорусі. у 1940 році він демобілізувався повернувся у рідне село Василівку і почав працювати в Софіївському райкомі партії.
В період радянсько-німецької війни Постний — на фронті. Спочатку політпрацівник, а потім командир артилерійського дивізіону. Він брав участь у багатьох тяжких оборонних боях 1941—1942 років під Орлом і на Курській дузі, на лівобережній Україні і на Дніпрі, в Молдавії, Румунії, Угорщині. 15 жовтня 1943 року артилерійський дивізіон, яким командував О. В. Постний, підійшов до Дніпра і одержав наказ разом з невеликим піхотним підрозділом форсувати річку і захопити правобережний плацдарм. В ніч з 16 на 17 жовтня на плацдарм вдалося переправити декілька гармат і піхоту. Однак противник не припиняв атак, і артилеристам, як і раніше, тричі довелося в рукопашній сутичці відстоювати завойований у ворога плацдарм. В цей день гармати дивізіону підбили 2 танки, подавили 3 артилерійські і 4 мінометні батареї, 18 кулеметних точок, знищили до батальйону німецької піхоти.

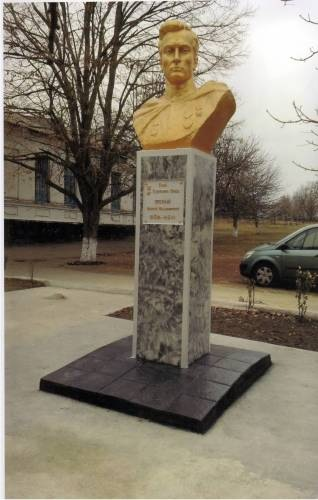
Погруддя Постного О. в селі Запорізьке

За зразкове виконання бойового завдання командування і виявлену при цьому доблесть, мужність і відвагу Указом Президії Верховної Ради СРСР від 24 грудня 1943 року Олексію Володимировичу Постному присвоєне звання Героя Радянського Союзу.
В одному з боїв на території Австрії Постний був смертельно поранений розривом снаряду і помер на руках одного з своїх солдат. Поховано в Віденському парку
В селі Запорізьке зберігають пам'ять про свого земляка. В селі є вулиця Олексія Постного. Біля школи встановлено бронзове погруддя О. Постного.